# 蔡高
蔡高（1014年—1041年），字君山，北宋兴化军仙遊（今福建省莆田市仙遊县）人 。
蔡襄之弟。大中祥符七年（1014年）出生。景祐年間進士及第，官长溪（今福建霞浦）縣尉，因善於斷案，人稱“神明”。有老婦至衙門告狀，其二子出海捕魚，失蹤多日，疑遭仇人所害。但這說法沒有證據，縣吏感到為難。蔡高覺得似有冤情，便決定受理。他到老婦所指控的仇人家訪查，查到蛛絲馬跡。數日後有兩具屍體隨潮水漂來，經檢驗確是他殺，即刻傳喚疑犯，進行審問，凶手供認不諱，終於破案。官至開封府太康主簿。慶曆元年（1041年）夏，京师大疫，因感染時疫，卒於主簿任上，享年二十八。